# Джони Реп
Николас (Джони) Реп (на нидерландски: Nicolaas (Johnny) Rep), е холандски футболист, нападател световен вицешампион от 1974 и 1978. По-късно работи като треньор и спортен коментатор.

## Кариера

### Футболист
- „ФК Аякс“: 1971-1975
- „ФК Валенсия“: 1975-1977
- „ФК Бастия“: 1977-1979
- „АС Сент Етиен“: 1979-1983
- „ФК Зволе“: 1983-1984
- „Фейенорд“: 1984-1986
- „ХФК Хаарлем“: 1986-1987

Когато идва като юноша в „Аякс“ от „ЗФК“ (Заандам) го определят за наследник на легендарния Чак Сварт. През първия си сезон (1971/72) треньорът експериментира и го поставя на различни постове, но през втория си сезон вече е на твърда позиция.
Има 415 мача и 150 гола на клубно равнище. Отбелязва единственият гол на финала за Купата на европейските шампиони през 1973.
Има изиграни 42 мача за националния отбор на Холандия, в които отбелязва 18 гола. Дебютира за „лалетата“ на 2 май 1973, когато Холандия побеждава Испания с 3:2. 4 седмици по-късно Последният му мач е на 18 ноември 1981, когато Франция бие като домакин с 2:0.

### Треньор
След като приключва с кариерата си на футболист, Реп става треньор на аматьорски формации като „Хеллас Спорт“ (Заандам), „Зварте Схапен“ (Амстердам), „Омниворлд“ (Алмере), „Тексел '94“ (Ден Бьорг).

## Успехи

### Футболист
- Шампион на Холандия: 3
  - 1970, 1972, 1973
- Шампион на Франция: 1
  - 1981
- Купа на Холандия: 3
  - 1970, 1971, 1972
- Финалист за Купата на Франция: 2
  - 1981, 1982
- Купа на европейските шампиони: 3
  - 1971, 1972, 1973
- Суперкупа на Европа: 2
  - 1972, 1973
- Междуконтинентална купа: 1
  - 1972
- Финалист за Купата на УЕФА: 1
  - 1978
- Най-добър чуждестранен футболист във Франция: 1
  - 1978

- Световен вицешампион по футбол: 2
  - 1974, 1978
- Бронзов медалист от европейско първенство: 1
  - 1976